# Dorothy Thornhill (femme politique)
Pour les articles homonymes, voir Thornhill.
Dorothy Thornhill, née le 26 mai 1955 à Tenby, est la première maire élue au suffrage direct de Watford, Hertfordshire, Angleterre. Elle est maire de Watford de mai 2002 à mai 2018. Elle est faite pair à vie en août 2015 .

## Carrière politique
En mai 2002, Thornhill est le premier maire élue de l'arrondissement de Watford avec une majorité de plus de 8 000 voix après le décompte des votes de deuxième choix .
Thornhill est réélue maire en mai 2006, obtenant plus de 50% des voix au premier tour et une majorité de plus de 7 000 voix .
Elle est réélue en mai 2010, pour un troisième mandat, avec une majorité de 11 921 voix. Elle est nommée membre de l'Ordre de l'Empire britannique (MBE) en 2011.
Thornhill se présente dans la circonscription de Watford aux élections législatives du 7 mai 2015 en tant que candidate libérale démocrate. Elle remporte 10 152 voix contre 14 606 pour le candidat travailliste et 24 400 pour le candidat conservateur.
Le 21 octobre 2015, elle est créée pair à vie en tant que baronne Thornhill, de Watford dans le comté de Hertfordshire . Elle ne se représente pas à l'élection du maire de 2018 et est remplacée par son collègue libéral démocrate Peter Taylor .
En tant que pair libéral démocrate, Thornhill dirige l'examen interne du parti sur sa performance aux élections générales de 2019, qui a été publiée en mai 2020 .

## Vie privée
Thornhill est professeur adjoint à la Queens 'School de Bushey pendant plusieurs années et a une carrière dans l'enseignement de plus de 25 ans.
Elle habite dans le quartier Oxhey de Watford, où elle est conseillère d'arrondissement pendant plusieurs années. Elle est vice-présidente honoraire du Watford Football Club . Elle est mariée à Cllr Iain Sharpe, un collègue libéral démocrate.